# Campora San Giovanni
Campora San Giovanni este o localitate italiană din regiunea Calabria, Provincia Cosenza. Din punct de vedere administrativ aparține de orașul Amantea. Are o populație de 7.340 de locuitori.

## Geografie fizică și activitățile umane
Campora are vedere spre coastă si a fost realizat un mic platou cu vedere spre o zonă adiacentă la plajă. Satul este înconjurat de un deal cu podgorii și cu măslini de o calitate bună.
Acest deal, ușor înclinat, oferă o priveliște impresionantă: în stânga spre Golful Lamezia Terme, chiar la orizont, într-o zi senină se observă vulcanul Stromboli din care iese un nor de fum. Vulcanul poate fi observat din golful Campora San Giovanni.
Din portul Campora se poate ajunge rapid spre Insulele Lipari.

### Climă
| Date climatice pentru Campora San Giovanni            | Date climatice pentru Campora San Giovanni | Date climatice pentru Campora San Giovanni | Date climatice pentru Campora San Giovanni | Date climatice pentru Campora San Giovanni | Date climatice pentru Campora San Giovanni | Date climatice pentru Campora San Giovanni | Date climatice pentru Campora San Giovanni | Date climatice pentru Campora San Giovanni | Date climatice pentru Campora San Giovanni | Date climatice pentru Campora San Giovanni | Date climatice pentru Campora San Giovanni | Date climatice pentru Campora San Giovanni | Date climatice pentru Campora San Giovanni |
| Luna                                                  | Ian                                        | Feb                                        | Mar                                        | Apr                                        | Mai                                        | Iun                                        | Iul                                        | Aug                                        | Sep                                        | Oct                                        | Nov                                        | Dec                                        | Anual                                      |
| ----------------------------------------------------- | ------------------------------------------ | ------------------------------------------ | ------------------------------------------ | ------------------------------------------ | ------------------------------------------ | ------------------------------------------ | ------------------------------------------ | ------------------------------------------ | ------------------------------------------ | ------------------------------------------ | ------------------------------------------ | ------------------------------------------ | ------------------------------------------ |
| Maxima medie °C (°F)                                  | 13.4 (56,1)                                | 13.8 (56,8)                                | 15.6 (60,1)                                | 18.1 (64,6)                                | 22.0 (71,6)                                | 25.8 (78,4)                                | 28.4 (83,1)                                | 29.0 (84,2)                                | 26.4 (79,5)                                | 22.2 (72)                                  | 18.3 (64,9)                                | 15.2 (59,4)                                | 20,68 (69,23)                              |
| Minima medie °C (°F)                                  | 7.6 (45,7)                                 | 7.3 (45,1)                                 | 8.5 (47,3)                                 | 10.6 (51,1)                                | 13.7 (56,7)                                | 17.8 (64)                                  | 20.5 (68,9)                                | 20.8 (69,4)                                | 18.4 (65,1)                                | 14.8 (58,6)                                | 11.8 (53,2)                                | 9.1 (48,4)                                 | 13,41 (56,13)                              |
| Precipitații mm (inches)                              | 116 (4.57)                                 | 73 (2.87)                                  | 100 (3.94)                                 | 63 (2.48)                                  | 54 (2.13)                                  | 21 (0.83)                                  | 13 (0.51)                                  | 20 (0.79)                                  | 61 (2.4)                                   | 75 (2.95)                                  | 137 (5.39)                                 | 171 (6.73)                                 | 904 (35,59)                                |
| Nr. de zile cu precipitații                           | 11.0                                       | 8.0                                        | 11.0                                       | 7.0                                        | 4.0                                        | 2.0                                        | 1.0                                        | 2.0                                        | 4.0                                        | 7.0                                        | 9.0                                        | 12.0                                       | 78,0                                       |
| Sursă: „Comuni-Italiani.it - Amantea”. 22 iulie 2009. |                                            |                                            |                                            |                                            |                                            |                                            |                                            |                                            |                                            |                                            |                                            |                                            |                                            |

## Istorie

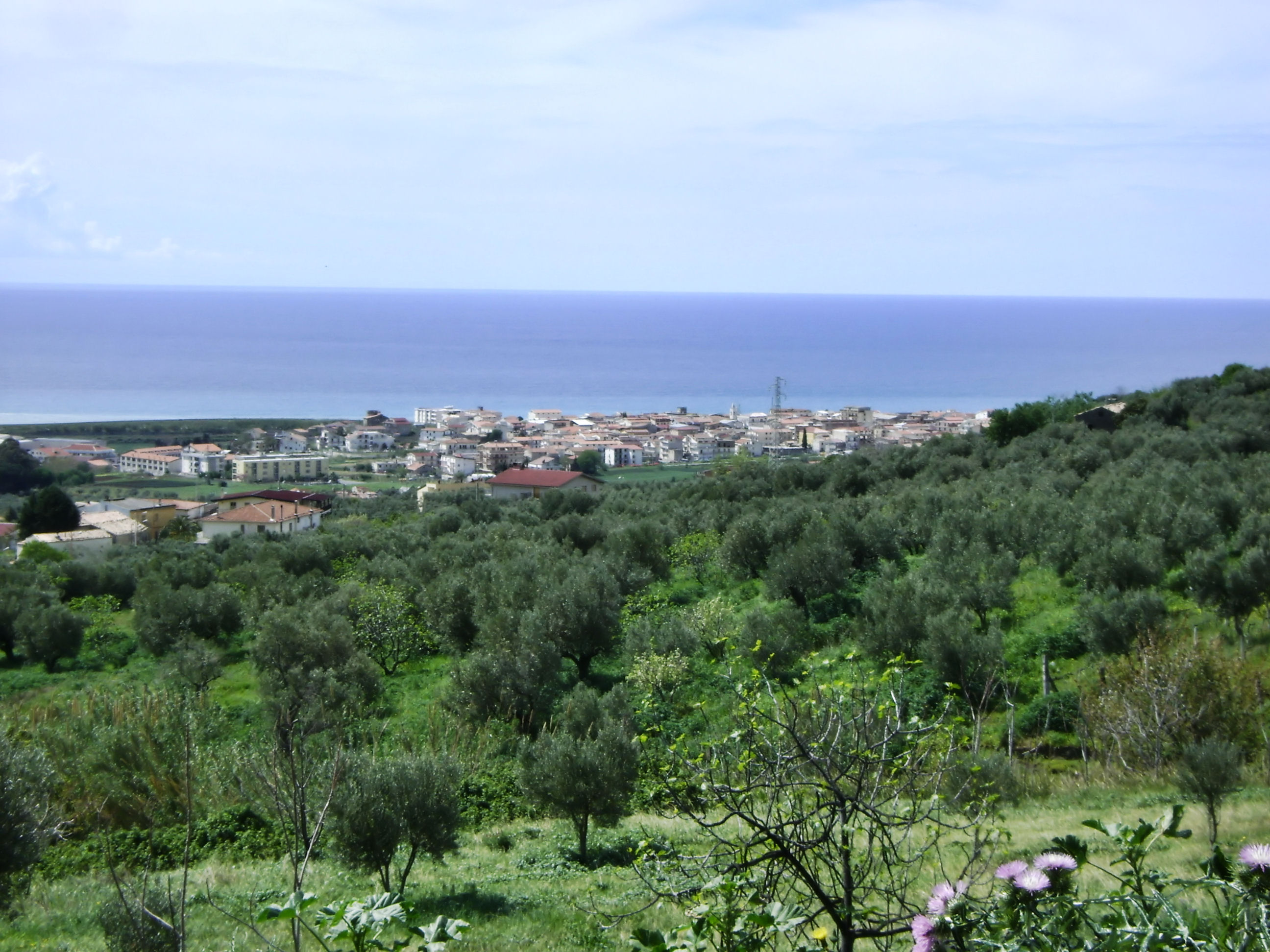
Vederea a Campora San Giovanni dinspre cartierul Augurato (cu vegetația locală)

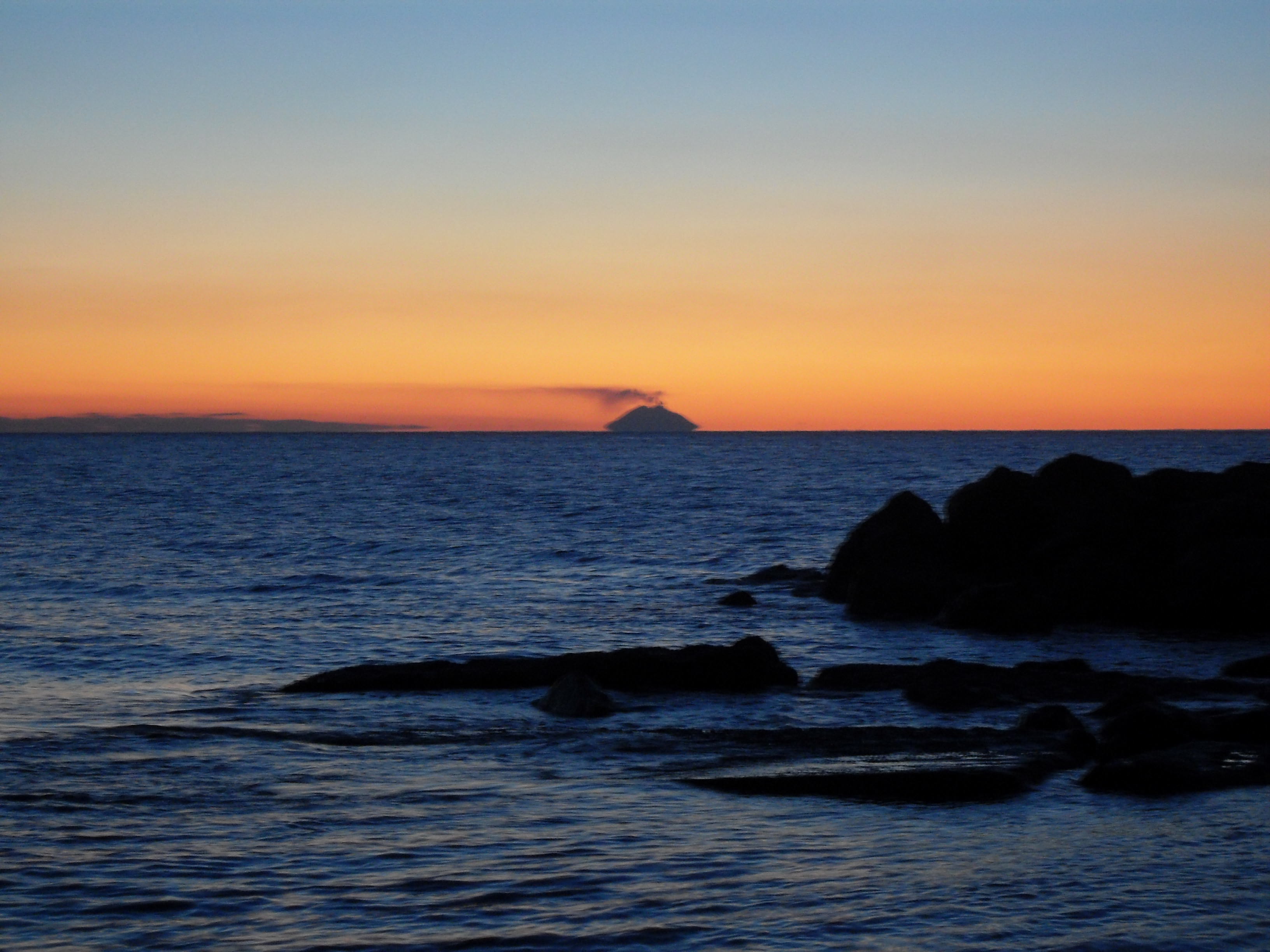
Vulcanul Stromboli văzut dinspre Golful Campora San Giovanni

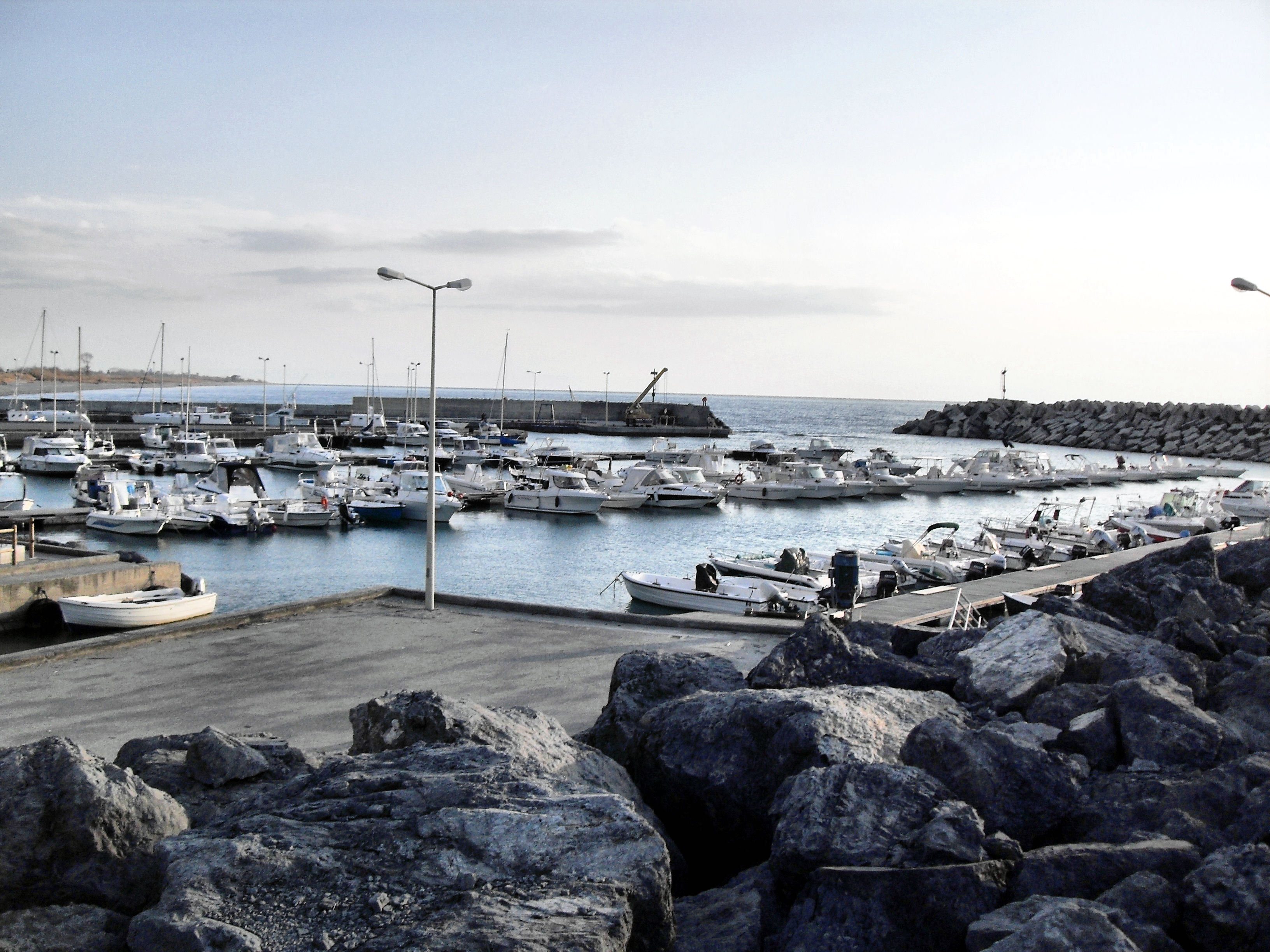
Portul din Campora San Giovanni

### Antichitate
În antichitate, în zonă se găseau două orașe ale coloniștilor greci:
- Temesa, un aliat al orașului Sybaris. Mai mult sau mai puțin corespunde cu districtele actuale Carratelli și Imbelli; doar în Imbelli, care se învecinează cu Serra d'Aiello, s-au găsit resturi de construcții antice grecești;
- un pic mai departe, orașul Klethe, (aproape de Principessa la marginea localității Savuto din Cleto), care era locuit de o prințesă (de la care provine și numele cartierului cu același nume) amazoană, un aliat al Crotonianilor, prin urmare inamici ai Sybaris.

Cele două orașe rivale au fost victime ale atacurilor piraților și au fost distruse, iar oamenii au fugit la munte. Zona a fost colonizată și cucerită de numeroase ori în secolele care au urmat de către fenicieni, greci, romani, diverse popoare barbare, arabi și normanzi.

## Secolul XX

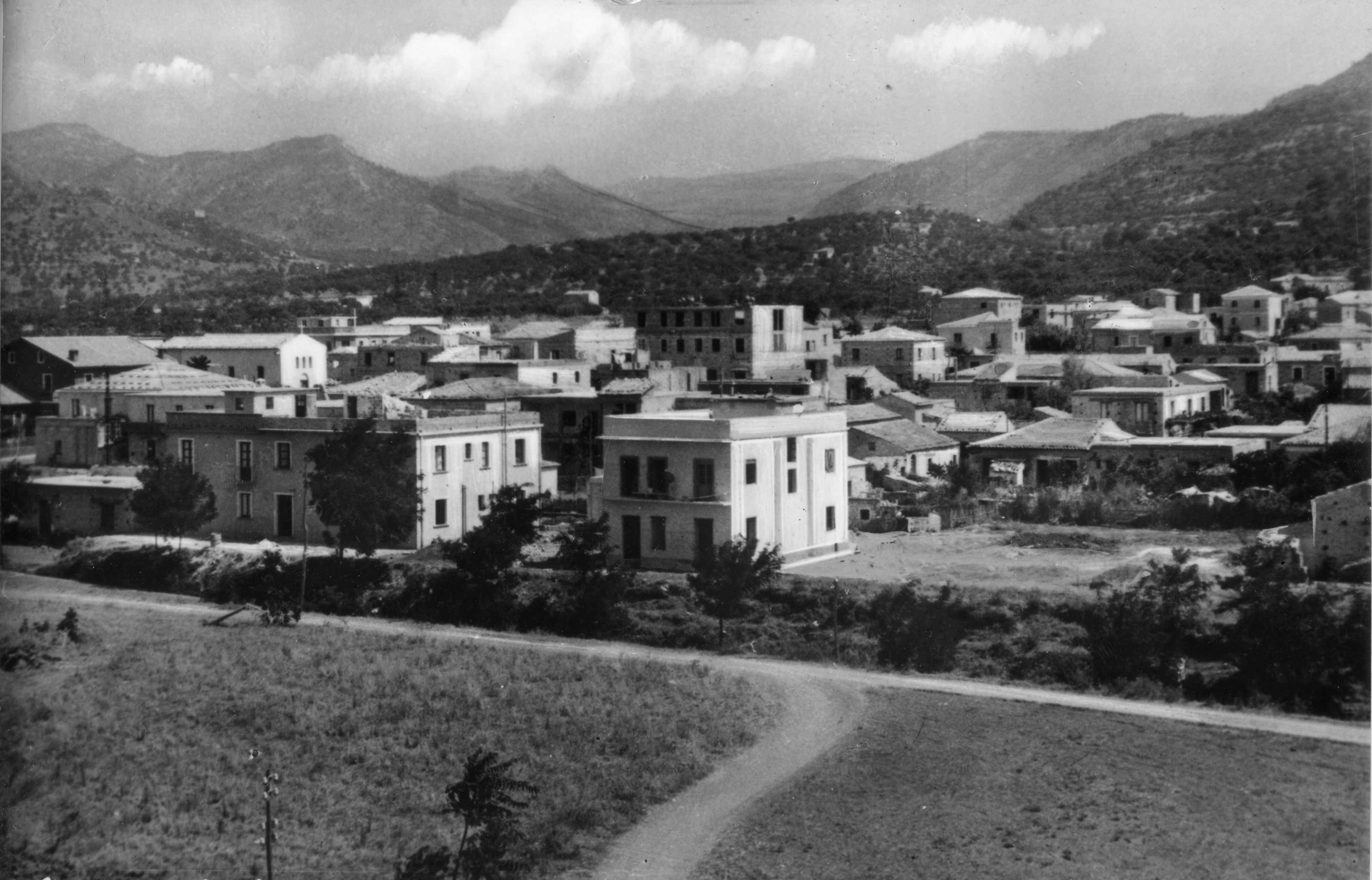
Panorama de Campora San Giovanni într-o fotografie din anii 1960, din punctul de vedere aeriană golful Campora San Giovanni

Campora San Giovanni este o localitate relativ tânără, primii locuitori s-au stabilit pe acest teritoriul între anii 1897-1899. Majoritatea lor au venit din Cleto, dar alții au venit și din Aiello Calabro, San Pietro in Amantea, San Mango d’Aquino, Belmonte Calabro, Lago, Longobardi sau Serra d’Aiello.
Din cauza emigrării populației din sudul Italiei datorată șomajului, a războaielor mondiale și a crizei financiare din perioada interbelică populația localității a scăzut. Majoritatea au emigrat în Statele Unite, Canada, Australia și în Noua Zeelandă.

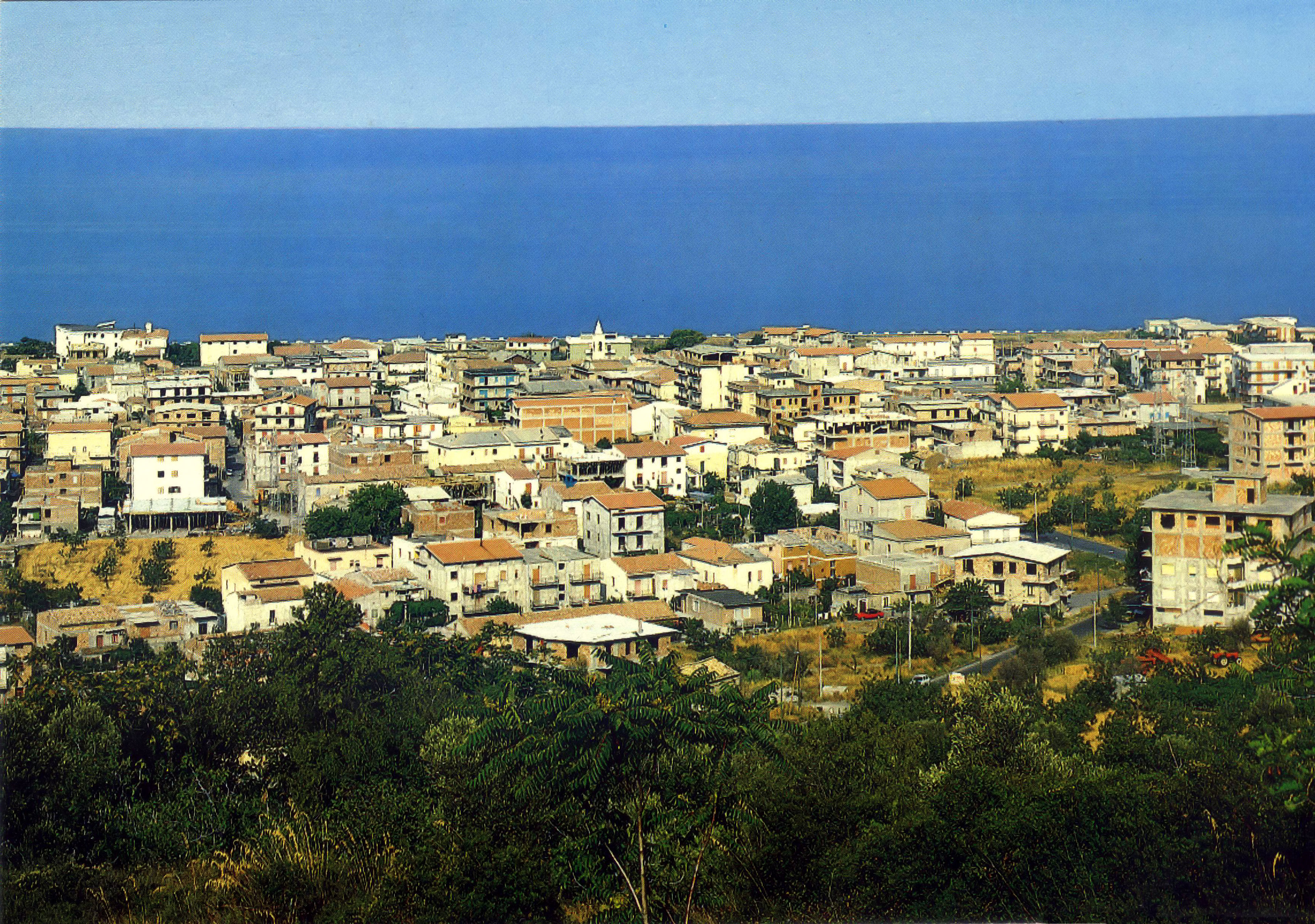
Panoramă cu Campora San Giovanni într-o fotografie din anul 1970

După 1989 s-au stabilit în oraș emigranți din Europa de Est, din Nordul Africii, Senegal dar și din Turcia. Noii veniți lucrează în special în agricultură și construcții. În localitate se află și o comunitate semnificativă de români.

## Economia
Sursa primară a economiei din Campora San Giovanni este agricultura și turismul. Din a doua parte a secolului XX. în Campora San Giovanni se cultivă ceapa Tropea, care și azi este principalul produs exportat. În 2003 s-a construit un port pentru îmbunătățirea turismului local. Prin acest port localitatea are legătură cu Insulele Lipari.

## Obiective turistice
- Biserica San Pietro Apostolo, construită în 1956
- Biserica Sfânta Ana din Mirabella

## Transport
Campora San Giovanni este străbătută de drumul național SS18. În localitate se poate ajunge și cu trenul. Aeroportul Lamezia Terme se află la 25 km distanță.

## Cartiere
| - Augurato - Carratelli - Cologni | - Cozza - Cuccuvaglia - Fravitte | - Gallo - Imbelli - Marano | - Marinella - Mirabelli - Oliva | - Piana Cavallo - Piana Mauri - Principessa | - Ribes - Rubano - Strìttùrì - Villanova |

## Bucătăria locală
Bucătăria locală, la fel ca cea din toată Calabria, reflectă agricultura locală și industria pescuitului. Conține fructe de mare, diferite feluri simple de mâncare, dar și produse complexe de patiserie. Se folosesc foarte mult cârnații și carnea de porc.

### Bucătăriețărănească
- Coria (or Frittule) 'ccu fasuli e cipulle: șorici cu fasole roșie și ceapă.
- Frittata i Carunevale: în ziua de Martedì grasso fiecare familie locală pregătește o omletă cu spaghetti și brânză proaspătă ricotta și cârnați, deoarece în ziua următoare (Mercoledì delle Ceneri - Miercurea Cenușie) este Postul Mare, consumul de carne fiind evitat.
- Patate 'ccu pipe e mulinciane: chips-uri prăjite cu ardei și vinete, uneori cu șorici sau cubulețe din carne de porc.
- Minestra e fasuli: ierburi aromatice, ușor prăjite sau fierte, cu fasole, și uneori cu ardei chili.
- Mulinciane e pummaduari: vinete în ulei cu roșii proaspete (un fel de mâncare consumată ca răcoritoare în timpul verii).
- Spezzatinu (Tocană): friptură de porc cu cartofi prăjiți și sos de roșii, tipice pentru sărbătorirea patronului localității.
- Pitticelle, prăjituri plate din făină, uneori cu flori de dovleac, dovlecei sau măsline.

## Dialect
Dialectul local este un hibrid pe baza mai multor dialecte apărute în Calabria. Cu toate acestea acest dialect și-a pierdut originalitatea de-a lungul anilor, datorită afluxului mare de imigranți.

## Evenimente culturale

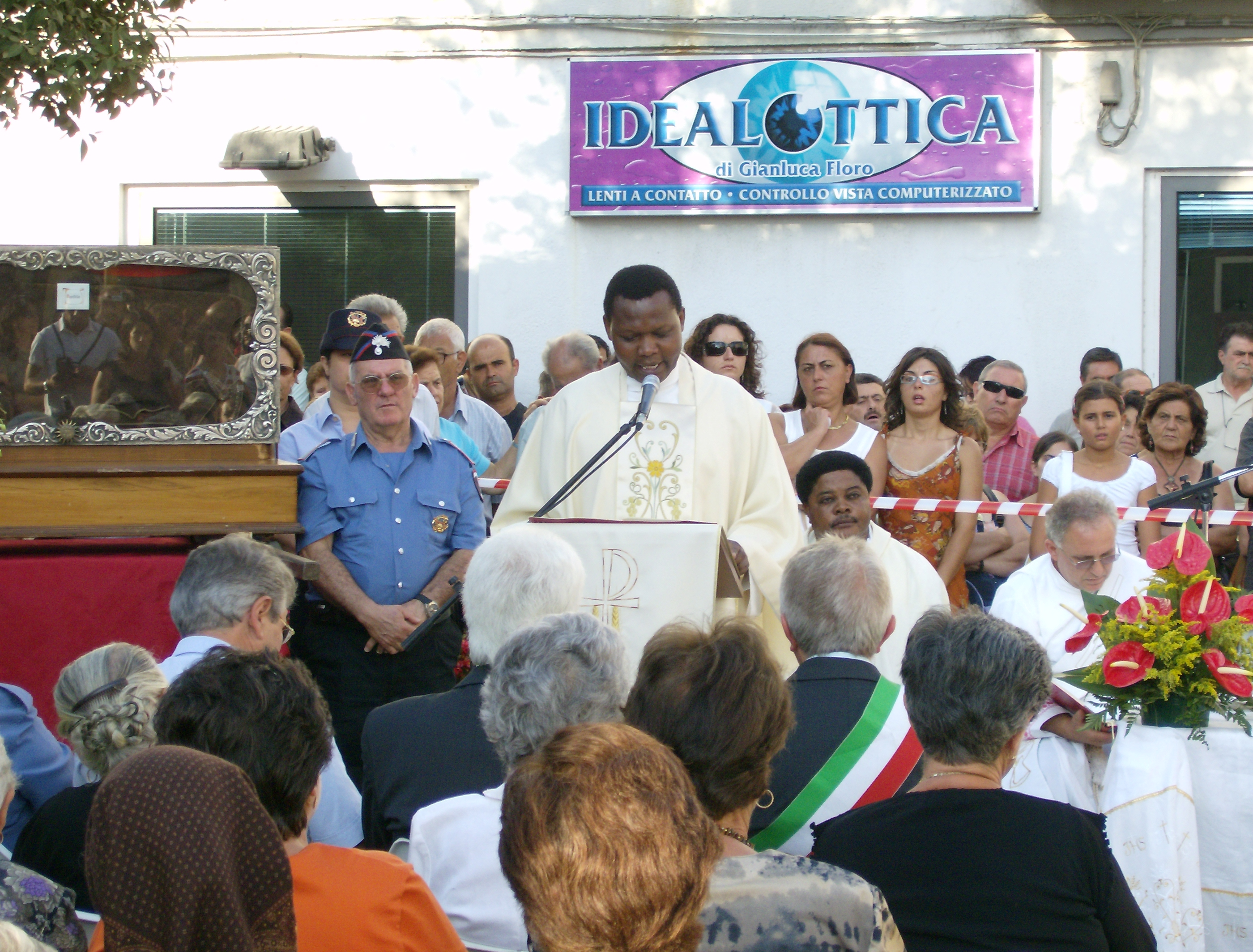
Don Apollinaris Mashughuli în timpul celebrării din 3 septembrie 2007 a 500 de ani de la moartea Sf. Francisc de Paula.

- 1 septembrie–3 septembrie - festivitatea de celebrare a ocrotitorului localității: Sfântul Francisc din Paola

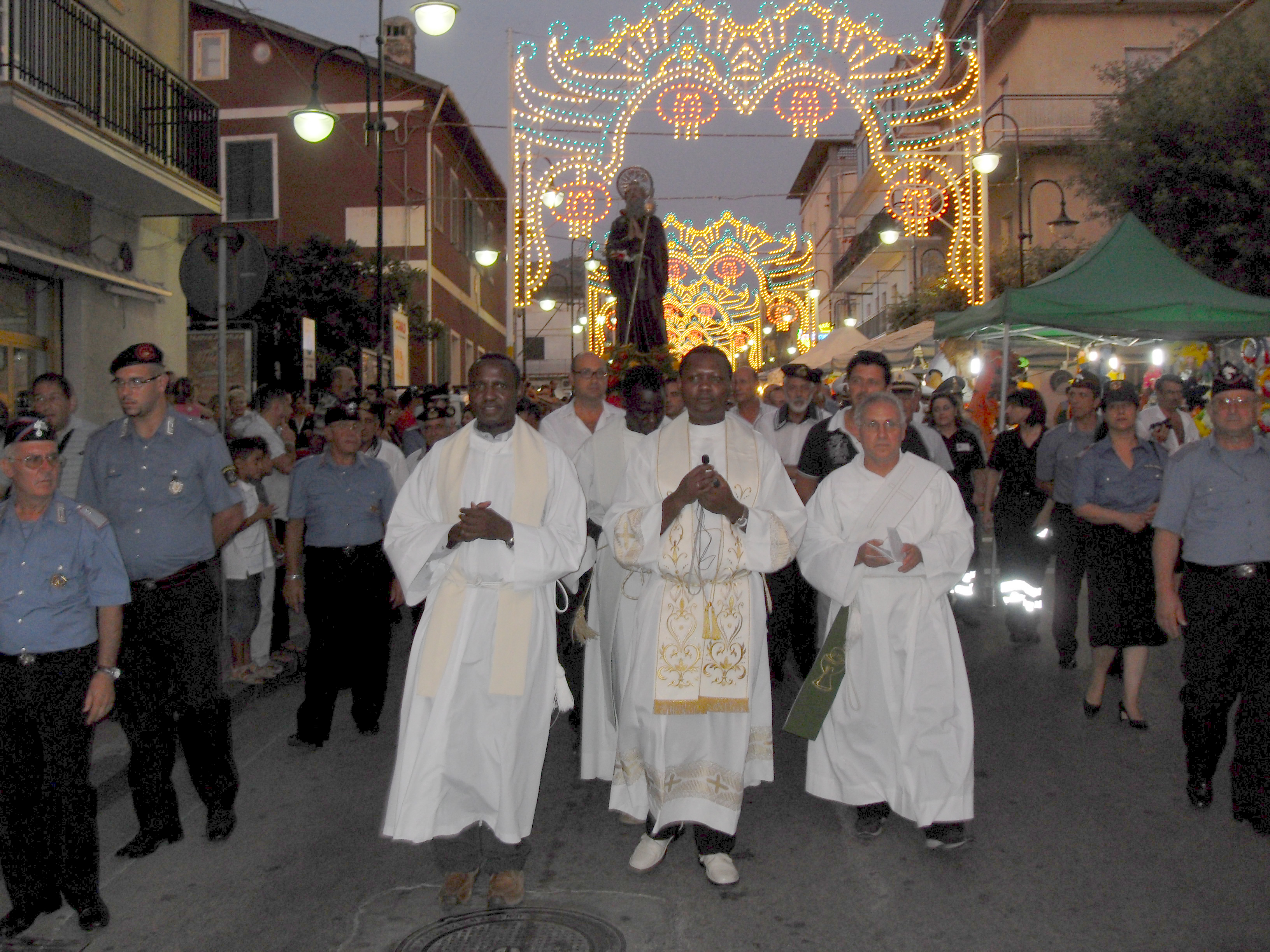
Procesiunea din San Francesco di Paola din 3 septembrie 2009.